# Herrenhaus Arensdorf

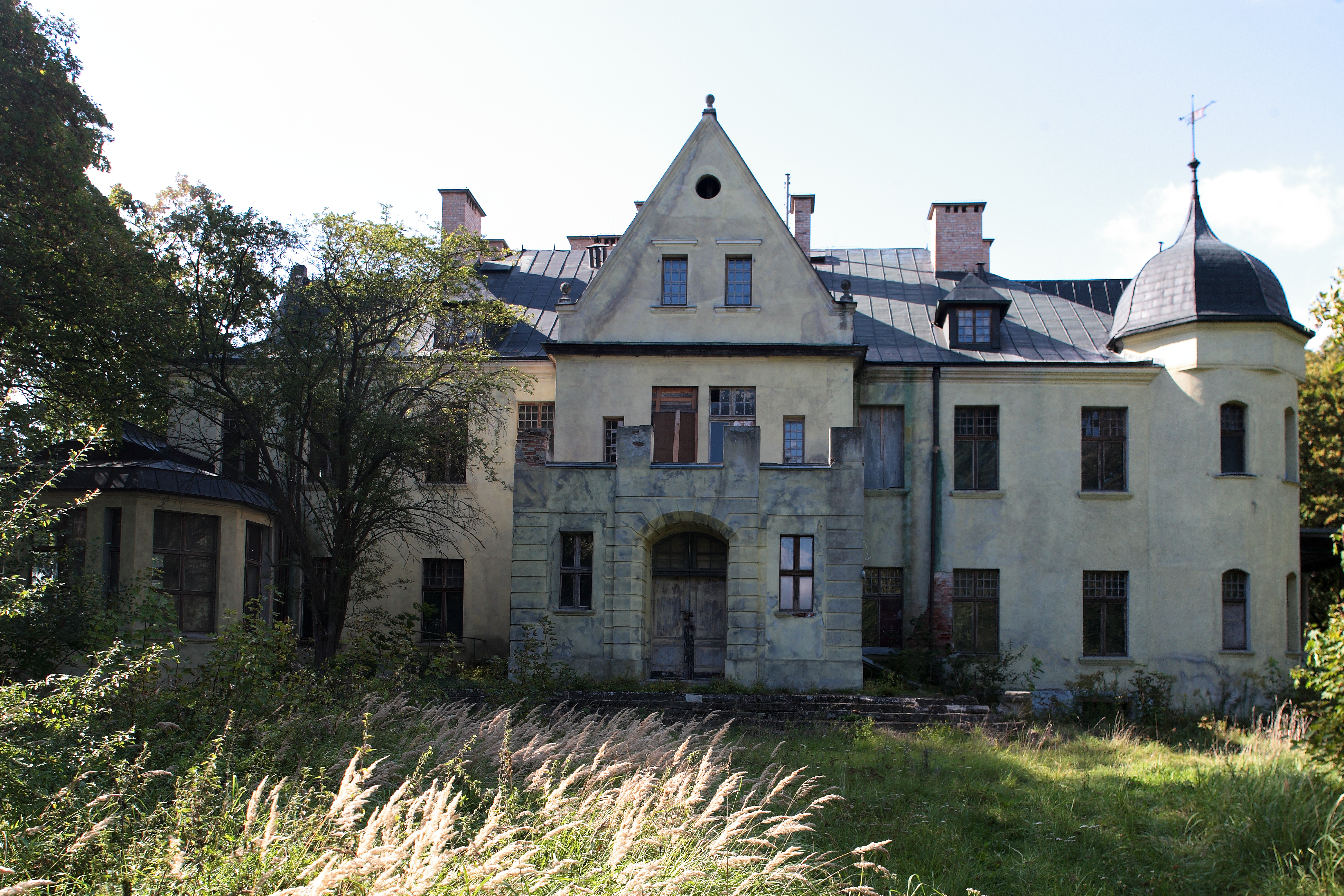
Herrenhaus Arensdorf (2011)

Die Ruine des Herrenhauses von Arensdorf (polnisch Pałac w Jarnatowie) liegt im nordwestlichen Teil von Jarnatów in der Woiwodschaft Lebus in Polen. Historisch gehörte die Region zum Sternberger Land.

## Geschichte
Erster urkundlich erwähnter Besitzer war ein Nysch Zymütz. Um 1500 ging der Besitz an das Adelsgeschlecht Waldow über. Nach 1715 war die Familie von Kalckreuth Besitzer. Bekanntester Vertreter waren die Nachfahren des Rudolf Eberhard von Kalckreuth-Arensdorf (* 1708; † 1750) und seiner Frau Therese Beate von Wedel, alle auf Arensdorf geboren. Dies sind deren Söhne Hans Christoph Ernst von Kalckreuth, der langjährige Landrat des Kreises Ost-Sternberg Karl Siegmund von Kalckreuth (* 1744; † 1816), zuletzt Landesdirektor der Neumark, und der spätere Generalmajor Ernst Karl Rudolf von Kalckreuth.
1851 erwarben die von Gemmingen für kurze Zeit das Gut, Baron von Gemmingen wurde gleich zum regionalen Schiedsmann bestimmt, weitere Daten liegen nicht vor. Vor 1880 ist Rittergut Arensdorf mit 856 ha im Besitz der Dr. Abendroth`schen Erben.
Ab 1909 wurde der 1906 nobilitierte Industrielle Henry Theodore Böttinger Eigentümer, der das Herrenhaus umbauen und erweitern ließ. Sein Sohn Waldemar von Boettinger; weiterer Miteigentümer war der andere Sohn Heinz von Boettinger; entwickelte den Gutsbesitz weiter und erwarb 1925 auch das Gut Herzogswalde. Gut Arensdorf hatte kurz vor der Weltwirtschaftskrise 1929/1930 einen Gesamtumfang von 1.751 ha, davon waren 1.062 Forsten. Als Verwalter agierte Karl Albrecht. Als Verwalter der nächsten Gutsherren-Generation sollte der in London 1914 geborene Sohn Waldemars, Henry (Heinz-) Hermann von Boettinger, vorbereitet werden. Er wurde auch Landwirt, und Offizier, zuletzt Hauptmann und Kompaniechef, fiel aber im Krieg 1944 in der Normandie. Er war seit 1939 mit Sabine von Putbus (1919–2009) verheiratet, Tochter der Mira von Ploetz und des Malte zu Putbus. Dessen Bruder Botho von Boettinger starb als Oberleutnant 1940. Der eigentliche Gutsbesitzer Waldemar von Boettinger, deren Vater, geboren 1886 in Elberfeld, wurde Opfer des Krieges am 17. März 1945 in der Nähe von Arensdorf.
Als Folge des Zweiten Weltkriegs fiel die Region 1945 an Polen und das Gut wurde verstaatlicht. Nachfolgend gingen wertvolle Gegenstände der Inneneinrichtung verloren. Gegenwärtig ist die Schlossruine in Privatbesitz.

## Bauwerk
Das heutige Herrenhaus wurde Anfang des 18. Jahrhunderts im Barockstil errichtet. Um die Wende des 19./20. Jahrhunderts wurde das Herrenhaus im Stil der Neorenaissance umgebaut. Dabei wurde der Bau nach Süden mit einer Orangerie erweitert. Das Herrenhaus besteht aus zwei Flügeln mit L-förmigem Grundriss. Die heutige Gestalt geht auf Umbauten unter Henry Theodore von Böttinger nach Plänen von Ernst Eberhard von Ihne in einem Stilmix aus Neorenaissance, Neobarock, französischen und italienischen Einflüssen zurück.
Der Hauptflügel zur Dorfstraße ist älter und besteht in seiner Mauersubstanz vermutlich vom Vorgängerbau des 18. Jahrhunderts. In der Nordostecke besitzt der Bau einen Rundturm mit zwiebelförmigem Helm. Vor der Eingangsfassade besteht ein dreiachsiger Mittelrisalit mit Portalvorbau und Terrasse. Beiderseits der Freitreppe, die zum Portalvorbau führt, sind Teile der Pfoten von Löwenfiguren erhalten. An der Südseite schließt eine Orangerie an den Hauptflügel an. Der Seitenflügel an der Nordwestseite wurde erst 1916 hinzugefügt.